# Argumentul revelațiilor inconsistente
Argumentul din revelații inconsistente, cunoscut și ca problema evitării iadului greșit, este un argument împotriva existenței lui Dumnezeu care afirmă că e puțin probabil ca Dumnezeu să existe, deoarece mulți teologi și adepti ai credinței au produs revelații contradictorii, ce se exclud reciproc. Argumentul afirmă că din moment ce o persoană ce nu a avut revelația trebuie să o accepte sau să o respingă doar pe baza autorității celui care o propune și din moment ce nu există nicio cale pentru un simplu muritor de a decide între pretențiile contradictorii prin investigarea lor, e mai prudentă adoptarea unei poziții rezervate.
Este de asemenea susținut că e dificil de acceptat existența oricărui Dumnezeu fără o revelație personală. Majoritatea argumentelor pentru existența lui Dumnezeu nu aparțin vreunei religii particulare și pot fi aplicate multora dintre ele cu o valabilitate aproape egală. Acceptarea unei anumite religii presupune respingerea celorlalte și datorită confruntării cu atâtea credințe contradictorii  în absența unei revelații personale, e dificil a hotărî care dintre ele este corectă. Aceeași problemă a confuziei apare în cazul oricărei persoane căreia cel care crede îi împărtășește revelația personală.

## Exemple particulare
Creștinii cred că Iisus este mântuitorul lumii si fiul lui Dumnezeu; evreii și musulmanii nu cred. În mod similar, musulmanii cred în originea divină a Coranului, în timp ce evreii și creștinii nu cred. Există multe exemple ale unor astfel de viziuni contradictorii, schismele ideologice manifestându-se chiar și în cadrul aceleiași religii. Creștinismul, de exemplu, are multe ramuri, nu toate compatibile între ele. Hinduismul, cu multiplele sale zeități văzute ca manifestări ale unui singur zeu suprem, e mai deschis către posibilitatea ca alte religii să fie „adevărate” pentru cei care le urmează, dar pe același principiu se impune respingerea exclusivității cerută de către fiecare din religiile avraamice.
În plus, evenimente care confirmă credința, de tipul viziunilor si miracolelor, sunt semnalate cu regularitate în toate religiile. O zeitate unică asociată cu o anumită credință sau sectă ar fi trebuit fie să-i determine pe adepții altor credințe să aibă experiențe miraculoase sau viziuni prin care să continue să respingă „adevărata” credință, fie să permită altor agenți să creeze respectivele efecte.
Problema nu apare în unele modele teologice. în deism se crede că există un Dumnezeu, dar se presupune că nu există miracole sau revelații divine, astfel de fenomene fiind considerate ca având explicații naturale. În unele forme de panteism (unde Dumnezeu este universul) sau în pandeism (unde dumnezeu a devenit universul), aparația multor revelații divine inconsistente sau miracole ar putea rezulta în mod neintenționat din însăși natura divină a universului.

## Descriere matematică
Dacă ar fi să presupunem că:
- Existența „unui” zeu este o certitudine,
- Există un număr (n) de interpretări distincte, mutual exclusive ale acelui zeu în care cineva ar putea crede,
- Nu există niciun mod în care se poate realiza care, dacă măcar una dintre acestea, este adevărată a priori

atunci echiprobabilitatea de a fi ales practicarea religiei corecte (datorită felului în care am fost crescuți sau făcând Pariul lui Pascal) este 1⁄n. Prin urmare, în cazul în care există mai mult de două credințe distincte, probabilitatea ca o persoană care ar alege să creadă în oricare din ele să o fi ales pe cea corectă ar fi mai puțin de jumătate (50% sau 1⁄2). 
Întrucât există sute de religii, unele având mii de secte, cu interpretări contradictorii, probabilitatea ca religia unei anumite persoane să fie adevărată (în timp ce toate celelalte sunt false) este foarte mica. 

## Apariții
Argumentul apare, printre altele, în Dicționarul Filozofic al lui Voltaire. Se regăsește și în afirmația lui Denis Diderot, conform căreia indiferent ce dovezi sunt oferite pentru existența lui Dumnezeu în creștinism, „un imam poate raționa în același mod”.